# بوب سكوت
بوب سكوت (بالإنجليزية: Bob Scott)‏ (22 فبراير 1953 بليفربول في المملكة المتحدة - ) هو لاعب كرة قدم بريطاني في مركز الدفاع. لعب مع نادي روتشديل ونادي ريدنغ ونادي ريكسهام ونادي كرو ألكساندرا ونادي هارتلبول يونايتد ونورثويتش فيكتوريا.